# Heminothrus similis
Heminothrus similis är en kvalsterart som beskrevs av K. Fujikawa 1998. Heminothrus similis ingår i släktet Heminothrus och familjen Camisiidae. Inga underarter finns listade i Catalogue of Life.